# Кетрін Салліван
Кетрін Дваєр Салліван (англ. Kathryn Dwyer Sullivan нар. 3 жовтня 1951, Патерсон, штат Нью-Джерсі) — американська астронавтка, геолог. Входила до екіпажу Space Shuttle трьох космічних місій. Перша американська жінка, яка вийшла у відкритий космос. 7 червня 2020 року 68-річна Кеті Салліван стала першою жінкою і першим астронавтом, який дістався найглибшого місця океану, Безодні Челленджера.

## Освіта
У 1969 році Салліван закінчила середню школу (Taft High School) в районі Вудленд Гіллз міста Лос Анджелес. 
У 1973 році закінчила Каліфорнійський університет в Санта Круз і отримала ступінь бакалавра землезнавства. 
У 1978 році в Університеті Делхаузі (Dalhousie University) в місті Галіфакс отримала ступінь доктора геології. 

## Військова служба
Кетрін Саллівен — військова океанографка резерву ВМС США, звання "капітан ВМС". У 1993 році була призначена керівницею дослідницьких робіт у Національному управлінні з дослідження океанів і атмосфери. 

## Робота в NASA
У 1978 році отримала кваліфікацію спеціалістки з систем управління висотного дослідного літака НАСА WB-57F і брала участь в різних програмах з дистанційного зондування на Алясці. 
З 5 по 13 жовтня 1984 року працювала фахівчинею польоту шаттла STS-41G. Під час польоту 11 жовтня виконала вихід у відкритий космос і стала першою американкою, яка працювала за межами корабля. 
Надалі зробила ще 2 космічні польоти: 
З 24 по 29 квітня 1990 року як фахівець польоту шаттла STS-31.
З 24 березня по 2 квітня 1992 року як фахівець польоту шаттла STS-45.
Всього в космосі пробула 532 години, в тому числі 3 години 29 хвилин у відкритому. 
Пішла з загону астронавтів у червні 1992 року. 

## Діяльність після роботи в NASA
Після звільнення з НАСА з 1996 року очолювала Центр космічних досліджень в Коламбусі, штат Огайо. Потім працювала президенткою і головною виконавчою директоркою Центру науки і технології в Коламбусі. 
У 2004 році Салліван була включена до Зали слави американських астронавтів. 
У 2009 році була обрана на трирічний термін повноважень як голова секції за спільними інтересами до науки і техніки в Американській асоціації сприяння розвитку науки. 
4 травня 2011 року Салліван була призначена президентом Обамою на посаду помічниці міністра торгівлі зі спостереження і прогнозування довкілля і заступниці Адміністратора Національного управління океанічних і атмосферних досліджень (NOAA). З 28 лютого 2013 року — виконуюча обов'язки заступника міністра торгівлі з океанів і атмосфери і виконуюча обов'язки Адміністратора NOAA. З 1 серпня 2013 — заступниця міністра торгівлі для океанів і атмосфери. З 1 серпня 2013 по 20 січня 2017 — Адміністраторка NOAA.
7 червня 2020 року Кетрін Салліван стала першою жінкою, що досягла дна Безодні Челленджера в Маріанській впадині, і першою людиною, що побувала і у відкритому космосі, і на самісінькому дні океану. Експедиція була організована бізнесменом і дослідником Віктором Весково на глибоководному апараті DSV Limiting Factor (Triton 36000/2) американської компанії Triton Submarines. Дослідники занурилися на глибину 10 941 м.

## Особисте життя
Неодружена. Захоплення: польоти, сквош, їзда на велосипеді, туризм, читання. 